# Jeffrey A. Rosen
Jeffrey Adam Rosen (Boston, 2 de abril de 1958) es un abogado estadounidense, que se desempeñó como fiscal general encargado de los Estados Unidos, entre diciembre de 2020 y enero de 2021. 
Así mismo, fue fiscal general adjunto de Estados Unidos entre 2019 y 2020. Antes de unirse al Departamento de Justicia, fue socio principal del bufete de abogados Kirkland & Ellis y fue subsecretario de transporte de Estados Unidos.

## Biografía
Rosen nació en una familia judía en Boston y creció en Brockton, Massachusetts.[cita requerida] Se graduó de la Northwestern University con una licenciatura en economía en 1979, después de haber servido como presidente del consejo estudiantil en su tercer y último año de universidad. Luego se graduó magna cum laude de la Facultad de Derecho de Harvard, recibiendo su Juris Doctor en 1982.
El mismo año que se graduó, Rosen se incorporó a Kirkland & Ellis, en la cual laboró hasta 2003, cuando comenzó a trabajar para el Gobierno de Estados Unidos.
En 2006, Rosen se trasladó a trabajar a la Oficina de Administración y Presupuesto (OMB), donde fue asesor general y asesor principal de políticas internas hasta 2009. Mientras estuvo en la OMB, criticó la "extralimitación regulatoria" y se opuso a los planes de la EPA para regular las emisiones de gases de efecto invernadero. También se desempeñó como representante del gobierno de los Estados Unidos en la junta directiva de Amtrak.
Rosen regresó a Kirkland & Ellis en 2009. De 2015 a 2016, Rosen presidió la Sección de Derecho Administrativo y Práctica Regulatoria de la American Bar Association.
Entre 2003 y 2006, Rosen se desempeñó como Abogado General del Departamento de Transporte de Estados Unidos (DOT) y actuó como abogado del entonces Secretario de Transporte Norman Mineta.

### Subsecretario de Transporte
El 16 de mayo de 2017, Rosen fue confirmado como Subsecretario de Transporte de Estados Unidos por 56 a 42 votos. Allí, sirvió bajo la administración de la secretaria Elaine Chao.
Durante su mandato, presidió el Consejo de Tecnologías Nuevas y Emergentes (NETT) del DOT formado por Elaine Chao, fue miembro del Consejo Asesor de Gestión de la FAA. Rosen también ayudó a liderar los esfuerzos del DOT para permitir de manera segura el uso de drones en el espacio aéreo, incluso en el programa piloto de drones de la FAA. También hizo que el DOT emitiera pautas actualizadas sobre automóviles y camiones automatizados o "autónomos".

### Fiscal general adjunto
El 19 de febrero de 2019, el presidente Donald Trump anunció su intención de nominar a Rosen para el cargo de fiscal general adjunto de los Estados Unidos, sucediendo a Rod Rosenstein en aquel cargo tras su salida del Departamento de Justicia. Fue confirmado por el Senado de Estados Unidos el 16 de mayo con una votación de 52 a 45. Su nominación para ocupar el segundo cargo más importante en la Administración Policial y Judicial del país fue inusual, ya que Rosen no tenía experiencia previa en Departamento de Justicia. El fiscal general William Barr había instado a Trump a elegir a Rosen como su adjunto. Rosen prestó juramento para el cargo el 22 de mayo de 2019.
El Wall Street Journal describió a Rosen por haber "mantenido un perfil relativamente bajo tanto dentro del departamento como en público".
En junio de 2019, Rosen envió una carta a los fiscales del estado de Nueva York que estaban investigando el caso de Paul Manafort, indicando que estaría monitoreando dónde estaría bajo custodia Manafort. Poco después, los funcionarios de la prisión federal informaron a los fiscales del estado de Nueva York que Manafort no estaría detenido en Rikers Island. Fiscales actuales y anteriores describieron esta decisión como inusual, porque la mayoría de las personas detenidas mientras esperan un juicio federal están recluidas en Rikers Island, una prisión con reputación de violencia y mala gestión.
A fines de 2019, Rosen detuvo una investigación del exjefe del Departamento del Interior, Ryan Zinke. Los fiscales federales propusieron seguir adelante con posibles cargos penales contra Zinke por su participación en el bloqueo de dos tribus nativas americanas para que no operaran un casino cerca de una instalación de juegos de azar de MGM Resorts International. Al hacerlo, Rosen también impidió que la Oficina del Inspector General del Departamento del Interior hiciera público un informe sobre el trato del casino. 
El 30 de julio de 2020, Rosen escribió una carta al presidente de la Comisión Electoral de Puerto Rico negando la petición que la comisión le había hecho al Departamento de Justicia para recomendar el desembolso de $ 2.5 millones, asignados bajo la Ley de Asignaciones Consolidadas de 2014 para una campaña educativa sobre el futuro político de la Isla: se utilizarán en relación con el plebiscito sobre el estado político de Puerto Rico que se celebró en noviembre de 2020. Rosen expuso como razones para denegar la solicitud que no hubo tiempo suficiente para que el gobierno completara la solicitud y que el proyecto de ley de Puerto Rico que dio paso a la celebración del plebiscito contiene declaraciones con las que el Departamento de Justicia no estuvo de acuerdo; es decir, que no está claro que el Pueblo de Puerto Rico haya rechazado el estatus territorial. El proyecto de ley que autoriza el plebiscito de 2020 se redactó para obtener una simple respuesta de “sí” o “no” de los votantes a la pregunta: “¿Está a favor de que Puerto Rico sea admitido de inmediato en la Unión? Sí o no." 

### Fiscal general interino
El 14 de diciembre de 2020, se anunció que Rosen se convertiría en fiscal general interino el 24 de diciembre, un día después de que entrara en vigor la renuncia de William Barr. Según un informe del 21 de enero de 2021 en The New York Times, incluso antes de que Barr se fuera, Rosen fue convocado a la Oficina Oval y presionado por el presidente Donald Trump para que lo ayudara en sus intentos de revertir los resultados de las elecciones presidenciales de 2020. Trump le habría pedido que presentara informes legales del Departamento de Justicia que respaldaran las demandas contra los resultados de las elecciones y que nombrara fiscales especiales para investigar las acusaciones infundadas de fraude electoral y las acusaciones contra Dominion Voting Systems. Rosen se negó, diciendo que el departamento ya había investigado y no había encontrado evidencia de fraude electoral generalizado. Sin embargo, Trump habría continuado  presionándolo a él y al vicefiscal general interino Richard Donoghue. En enero, Jeffrey Clark, el jefe interino de la División Civil del Departamento de Justicia, se reunió con Trump y le sugirió que reemplazara a Rosen por el propio Clark, quien luego promovería las acusaciones de fraude electoral de Trump. Trump decidió no destituir a Rosen solo después de enterarse de que todos los demás altos funcionarios del Departamento de Justicia dimitirían si lo hacía.